# Pamela Tola

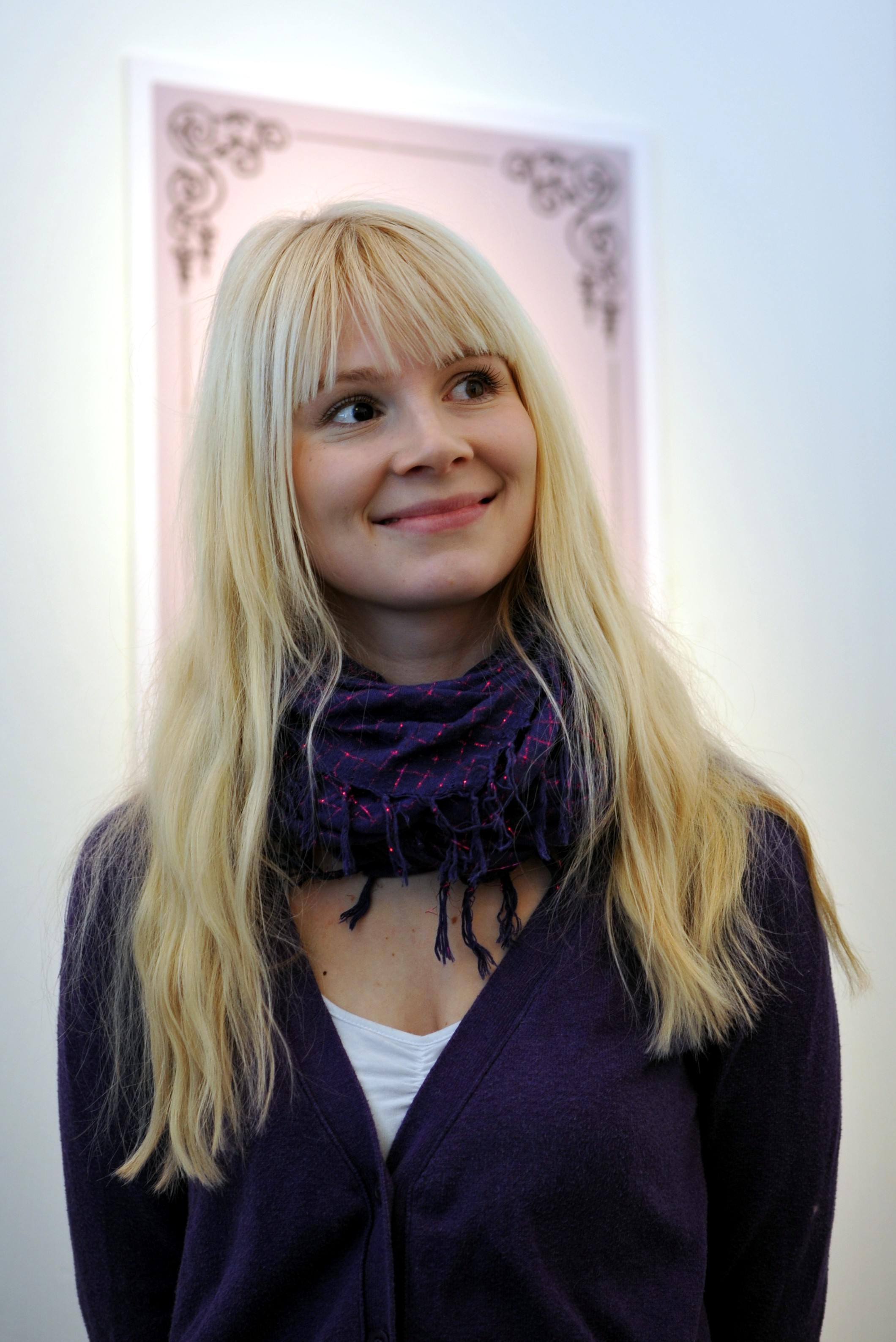
Pamela Tola 2010

Pamela Tola (* 15. Oktober 1981 in Ruotsinpyhtää) ist eine finnische Schauspielerin und Regisseurin.
Pamela Tola begann ihre schauspielerische Karriere im Jahr 2003. Sie ist meistens im Fernsehen zu sehen. Im Jahr 2005 kam ihr Durchbruch mit dem Film Paha maa, in welchem sie mit dem Schauspieler Mikko Leppilampi spielte. Bei dem Film Saippuaprinssi aus dem Jahr 2006 spielte sie, wieder mit Mikko Leppilampi, die Hauptrolle. Für ihre Rolle in Tyttö sinä olet tähti (Das Mädchen und der Rapper) wurde sie 2006 erstmals für einen Jussi nominiert.

## Filmografie (Auswahl)

### Als Schauspielerin
- 2003: Pearls and Pigs (Helmiä ja sikoja)
- 2004: Skene (TV-Film)
- 2005: Eisiges Land (Paha maa)
- 2005: Caasha (TV-Film)
- 2005: Das Mädchen und der Rapper (Tyttö sinä olet tähti)
- 2006: Soap Prince (Saippuaprinssi)
- 2010: Helden des Polarkreises (Napapiirin sankarit)
- 2011: JuuTupen rapinat (TV-Film)
- 2012: Once Upon a Time in the North (Härmä)
- 2012: Almost 18 (Kohta 18)
- 2012: 21 Ways to Ruin a Marriage (21 tapaa pilata avioliitto)
- 2012: Must Have Been Love (En som deg)
- 2013: Heart of a Lion (Leijonasydän)
- 2013: lsänmaallinen mies
- 2015: Napapiirin sankarit 2
- 2016: Liebe zu verkaufen (Onnenonkija)
- 2017: Napapiirin sankarit 3
- 2017: 95
- 2017–2019: Kolmistaan (Fernsehserie, 18 Folgen)
- 2018: Kaikki oikein
- 2018: Deadwind (Fernsehserie, 12 Folgen)
- 2019: Risto Räppääjä ja pullistelija
- 2022: Punttikomedia
- 2022: Napapiirin sankarit 4
- 2023: Comeback

### Als Regisseurin
- 2018: Swingers
- 2020: Teräsleidit
- 2021: Mädät omenat (Fernsehserie, 4 Folgen)
- 2023: Järjettömän paska idea
- 2024: Alma – Life Must Be Beautiful (Dokumentarfilm)